# Andrija Zlatić
Andrija Zlatić (serbio cirílico: Андрија Златић, Užice, 25 de enero de 1978) es un tirador deportivo serbio miembro de Aleksa Dejović Užice.
En 1998, se convirtió en campeón mundial de tiro junior en Barcelona, España. Ganó la medalla de plata en el Campeonato Mundial de Tiro de 2002, mientras que ocho años más tarde volvió a ser subcampeón mundial en Munich, Alemania.
En el ámbito olímpico, participó en los Juegos Olímpicos de Atenas 2004 representando a Serbia y Montenegro; fue el primer deportista de su país en clasificar para esos juegos. Por otro lado, en Londres 2012, ganó una medalla de bronce en los pistola de aire a 10 m masculino y terminó sexto en pistola a 50 m masculino.
Triunfó en la Copa Mundial 2011 de la Federación Internacional de Tiro Deportivo celebrada en Breslavia y ganó el Crystal Globes en la categoría pistola a 50 m.